# 밴쿠버 커넉스
밴쿠버 커넉스(영어: Vancouver Canucks)는 캐나다 브리티시컬럼비아주 밴쿠버를 연고지로 하는 NHL 서부 콘퍼런스 퍼시픽 디비전 소속된 팀이다.

## 역사
밴쿠버 커넉스는 1970년 5월 22일(NHL 가입)에 창단되었다.
우승은 한 번도 한 적 없으며, 3회의 준우승(1981-1982, 1993-1994, 2010-2011) 경험이 있다.

## 역대 홈경기장
| 경기장          | 사용기간      | 수용인원 | 장소                      | 비고                                                                               |
| --------------- | ------------- | -------- | ------------------------- | ---------------------------------------------------------------------------------- |
| 퍼시픽 콜리시엄 | 1968년~1995년 | 16,281명 | 브리티시컬럼비아주 밴쿠버 | 빈칸                                                                               |
| 로저스 아레나   | 1995년~현재   | 18,810명 | 브리티시컬럼비아주 밴쿠버 | 제너럴 모터스 플레이스(1995년~2010년) 캐나다 하키 플레이스(2010년 동계 올림픽기간) |

## 영구 결번
| 번호 | 선수명            | 포지션        | 활동 기간               | 지정일           |
| ---- | ----------------- | ------------- | ----------------------- | ---------------- |
| 10   | 파벨 부레         | 라이트윙      | 1991~1998년             | 2013년 11월 2일  |
| 12   | 스탠 스밀         | 라이트윙      | 1978~1991년             | 1991년 11월 3일  |
| 16   | 트레버 린든       | 센터/라이트윙 | 1988~1998년 2001~2008년 | 2008년 12월 17일 |
| 19   | 마르쿠스 네슬룬드 | 레프트윙      | 1996~2008년             | 2010년 12월 11일 |
| 22   | 다니엘 세딘       | 레프트윙      | 2000~2018년             | 2020년 2월 12일  |
| 33   | 헨리크 세딘       | 센터          | 2000~2018년             | 2020년 2월 12일  |

비고

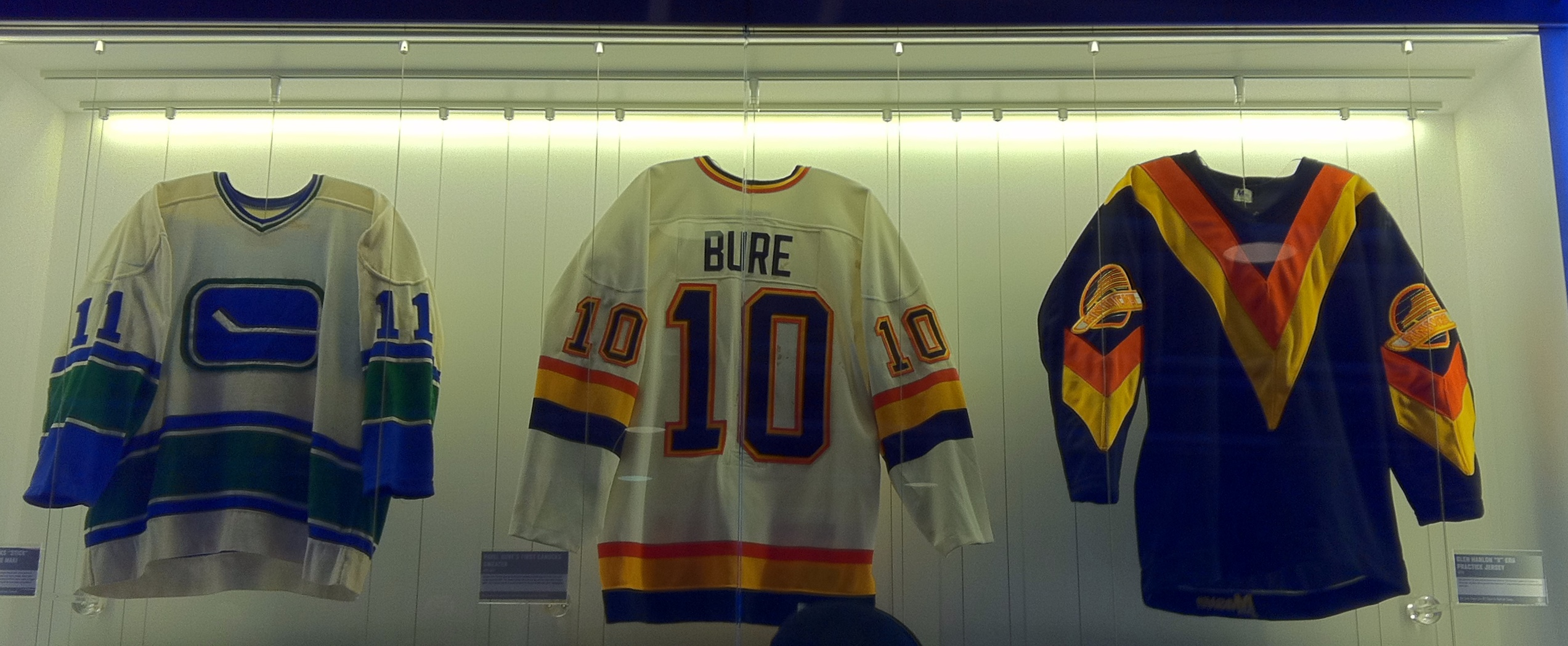
로저스 아레나에 전시되어있는 웨인 마키, 파벨 부레, 글렌 핸런이 착용했던 유니폼.

- 부레는 밴쿠버에서 보낸 일곱 시즌 중 다섯 시즌 동안 등번호 10번을 달았다. 1997-98 시즌에 다시 등번호 10번으로 돌아오기 전인 1995-96, 1996-97 시즌에는 96번을 달았다.
- NHL은 2000년 NHL 올스타전에서 웨인 그레츠키의 등번호 99번을 전 구단 결번으로 지정했다.